# ローハン・デニス
ローハン・デニス（Rohan Dennis、1990年5月28日 - ）は、オーストラリア、アデレード出身の元自転車競技選手。ロードレースとトラックレースの両方で活躍した。ロハン・デニスとも表記される。

## 経歴
2012年、オーストラリア選手権U23にて、ロードレースと個人タイムトライアルの両タイトルを制す。ツアー・ダウンアンダーではUniSAオーストラリアチームとして参加し、山岳賞、新人賞と数ある賞を獲得した。
2013年、ガーミン・シャープに移籍。クリテリウム・デュ・ドフィネ第4ステージにて区間2位に入り、マイヨジョーヌを手にした。
2014年、ツアー・オブ・カリフォルニア第3ステージにて勝利、山岳での強さも見せた。8月、シーズン途中でBMC・レーシングチームに移籍
2015年、ツアー・ダウンアンダー第3ステージにて山岳を制し初のUCIワールドツアー区間優勝、そのまま総合ジャージを守りきり、総合優勝も勝ち取った。2月9日、スイス・グレンヘンのヴェロドロームにてアワーレコードに挑戦。52.491kmの新記録（当時）を樹立。ツール・ド・フランス2015では第1ステージの個人タイムトライアルを制覇し、グランツールでの勝利を手に入れた。
2018年、ジロ・デ・イタリア第16ステージの個人タイムトライアルにて優勝、ブエルタ・ア・エスパーニャ第1ステージの同じく個人タイムトライアルにて優勝し、全てのグランツールの個人タイムトライアルで優勝した初の非ヨーロッパ人選手となった。
2019年、バーレーン・メリダに移籍。しかし9月13日づけで契約解除となった。世界選手権の個人タイムトライアルではBMCの黒塗りされたTM01で2連覇を成し遂げた。NTTプロ・サイクリングに移籍の噂もあったが、チーム・イネオスと2年契約が結ばれた。イネオスではPINARELLO BOLIBE TT アルカンシェルカラーが用意されている。
2023年2月、自身のSNSで現役引退を表明した。

## 私生活
2018年に1歳年下の女性サイクリストのメリッサ・ホスキンスと結婚し、2人の子供をもうけた。
2023年12月30日の夜、アデレードでピックアップトラックを運転し、妻のメリッサを轢いたことにより逮捕された。妻のメリッサは翌日の朝に亡くなった。

## 主な戦績

### 2006年
- オーストラリア選手権・ノーヴィス　優勝（個人タイムトライアル）

### 2007年
- オーストラリア選手権・ジュニア　優勝（団体追抜）

### 2008年
- オーストラリア選手権・ジュニア　優勝（個人追抜、ポイントレース）
- ジュニア世界選手権自転車競技大会　優勝　団体追抜（+ ルーク・ダーヴィソン、ルーク・ダーブリッジ、トーマス・パルマー）
- UCIトラックワールドカップ2008-2009　優勝（メルボルン - 団体追抜）

### 2009年
- UCIトラックワールドカップ2008-2009　優勝（北京 - 団体追抜）
- トラックレース世界選手権　団体追抜 2位

### 2010年
- オーストラリア選手権・U23　優勝（ITT、団体追抜）
- インターナショナル・テューリンゲン一周U23　総合3位（第1ステージ優勝）
- トラックレース世界選手権　優勝　団体追抜（+ ジャック・ボブリッジ、マイケル・ヘップバーン、キャメロン・マイヤー）

### 2011年
- オーストラリア選手権・U23　優勝（団体追抜）
- UCIトラックワールドカップ2010-2011　優勝（マンチェスター - 団体追抜）
- トラックレース世界選手権　優勝　団体追抜（+ ジャック・ボブリッジ、マイケル・ヘップバーン、ルーク・ダーブリッジ）

### 2012年
- オーストラリア選手権・U23　優勝（ITT、ロードレース）

- ツアー・ダウンアンダー　総合6位、山岳賞、新人賞、西オーストラリアライダー賞
- UCIトラックワールドカップ2011-2012　優勝（ロンドン - 団体追抜）
- オリンピア・ツアー　区間優勝（第5ステージ・個人タイムトライアル）
- インターナショナル・テューリンゲン一周U23　総合優勝（第6ステージ優勝・個人タイムトライアル）
- メモリアル・ダヴィデ・ファルデッリ　優勝
- クロノ・シャンプノワ　優勝
- トラックレース世界選手権　2位（団体追抜）
- ロンドンオリンピック　2位（団体追抜）
- ロードレース世界選手権・U23　2位（個人タイムトライアル）

### 2013年
- クリテリウム・デュ・ドフィネ　総合8位、新人賞
- ツアー・オブ・アルバータ　総合優勝、新人賞（第3ステージ優勝）

### 2014年
- シルキュイ・ド・ラ・サルト　総合2位、新人賞
- ツアー・オブ・カリフォルニア　総合2位（第3ステージ優勝）
- 世界選手権自転車競技大会　優勝（チームタイムトライアル）

### 2015年
- ツアー・ダウンアンダー　総合優勝、新人賞（第3ステージ優勝）
- クリテリウム・デュ・ドフィネ　区間優勝（第3ステージ・チームタイムトライアル）
- ツール・ド・フランス　区間優勝（第1ステージ・個人タイムトライアル、第9ステージ・チームタイムトライアル）
- USAプロ・サイクリング・チャレンジ　総合優勝、山岳賞（第4、5(ITT)ステージ優勝）
- 世界選手権自転車競技大会　優勝（チームタイムトライアル）

### 2016年
- オーストラリア選手権　優勝（個人タイムトライアル）
- ツアー・オブ・カリフォルニア　総合2位（第6ステージ優勝）
- ツアー・オブ・ブリテン　総合2位（第7bステージ優勝）
- エネコ・ツアー　区間優勝（第2(ITT)、5(TTT)ステージ優勝）

### 2017年
- オーストラリア選手権　優勝（個人タイムトライアル）
- ツール・ド・ラ・プロヴァンス　総合優勝、ポイント賞
- ティレーノ〜アドリアティコ　総合2位（第1(TTT)、7(ITT)ステージ優勝）
- ツアー・オブ・ジ・アルプス　区間優勝（第2ステージ）
- ツール・ド・スイス　区間優勝（第1,9ステージ・ITT）

### 2018年
- オーストラリア選手権　優勝（個人タイムトライアル）
- アブダビ・ツアー　区間優勝（第4ステージ・個人タイムトライアル）
- ティレーノ〜アドリアティコ　区間優勝（第7ステージ・個人タイムトライアル）
- ジロ・デ・イタリア　区間優勝（第16ステージ・個人タイムトライアル）
- ブエルタ・ア・エスパーニャ　区間優勝（第1,16ステージ・個人タイムトライアル）
- 世界選手権  優勝(個人タイムトライアル)

### 2019年
- ツール・ド・スイス　総合2位（第1ステージ・個人タイムトライアル優勝）
- 世界選手権  優勝(個人タイムトライアル)
  - この際、本来はスポンサードされているメリダのバイクを使用せず、昨年まで在籍していたBMCレーシングから引き続きBMCのバイクを使用していた。(この時BMCの自転車は塗装を剥がされ、所属チームのスポンサーに配慮をしたような形となった。)[13]

### 2021年
- ボルタ・ア・カタルーニャ 区間優勝（第2ステージ・個人タイムトライアル）
- ツール・ド・ロマンディ 区間優勝（プロローグ）
- 東京オリンピック  個人タイムトライアル 銅メダル
- ツアー・オブ・ブリテン 区間優勝（第3ステージ・チームタイムトライアル）

### 2022年
- オーストラリア選手権　優勝（個人タイムトライアル）
- コモンウェルスゲームズ 自転車競技（英語版） 優勝（個人タイムトライアル）
- ブエルタ・ア・エスパーニャ 優勝（第1ステージ・チームタイムトライアル）

### 2023年
- ツアー・ダウンアンダー 区間優勝（第2ステージ）
- パリ〜ニース 区間優勝（第3ステージ・チームタイムトライアル）